# فهرست کانی‌ها
فهرست زیر به معرفی مشهورترین کانی‌ها و مواد معدنی می‌پردازد.

## ا
- آبرناتیت
- آبلسونیت
- ابسوورمبخیت
- ابناکیت
- ابوریت
- آپاتیت
- آپوفیلیت
- اپیدت
- آتاکامیت
- اتاویت
- اترینگایت
- آدامیت
- آدلیت
- آدولر
- ادینگتونیت
- آراگونیت
- ارتوکلاز
- آرسنوپیریت
- آرسنیک
- آرفودسونیت
- اریتریت
- آزوریت
- اسپریلیت
- اسپسارتیت
- اسپودومن
- اسپینل
- استانیت
- آستروفیلیت
- استرونتیانیت
- استفانیت
- استورولیت
- استیبین
- استیکتیت
- استیلبیت
- اسفالریت
- اسکاپولیت
- اسکرودیت
- اسکوترودیت
- اسکورزالیت
- اسمیت زونیت
- اسمیم
- آکانتیت
- اکتینولیت
- آکسینیت
- اکومینیت
- اگزنیت
- آلاباندیت
- آلانیت
- البائیت
- آلبیت
- الکزیت
- الماس
- آلماندین
- آلوفان
- آلومینیت
- آلومینیم
- آلونژن
- آلونیت
- الیونیت

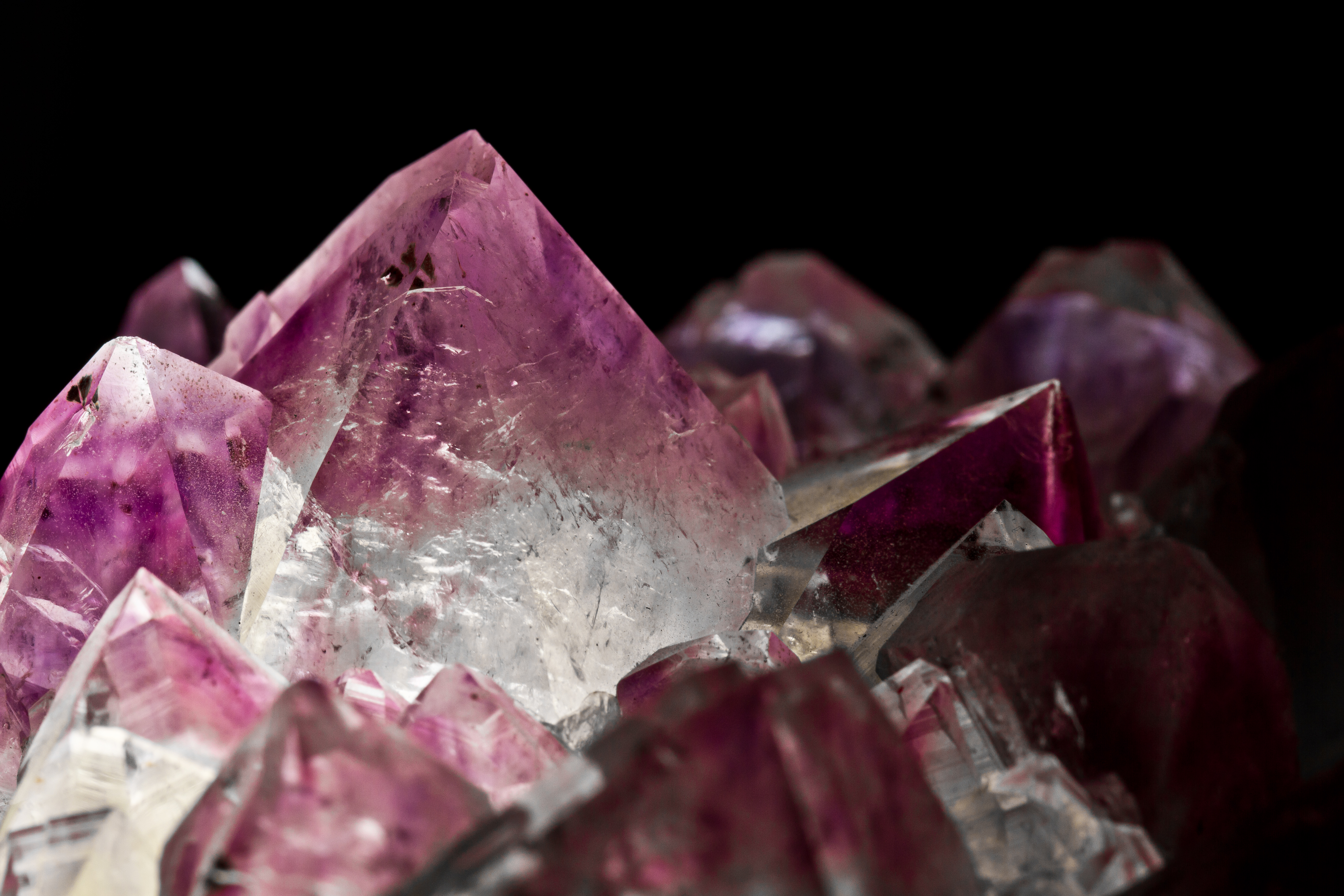
بلورهای آمیتیست، گونه‌ای کوارتز بنفش

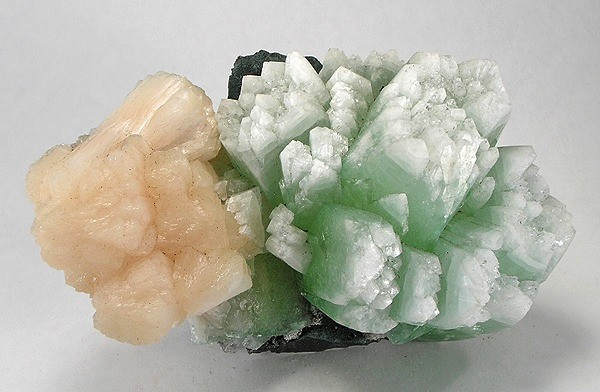
بلورهای آپوفیلیت در کنار خوشه‌ای از استیلبیت

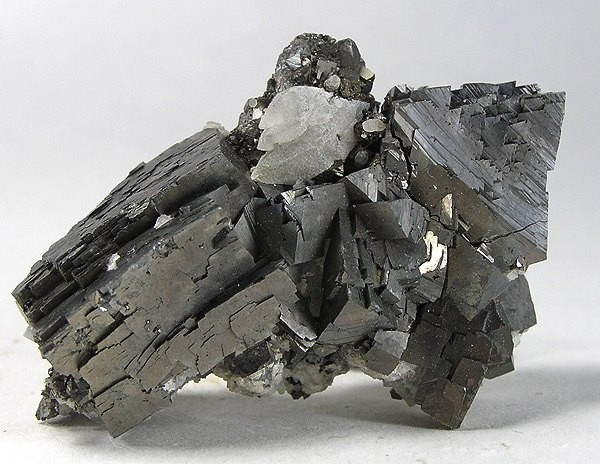
آرسنوپیریت

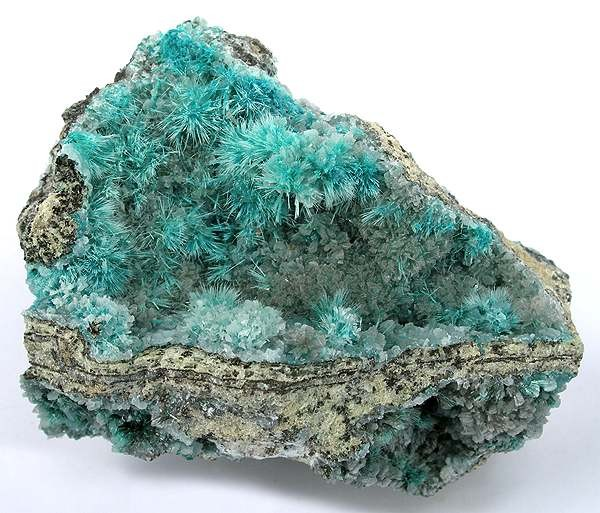
آوری کلسیت و کلسیت

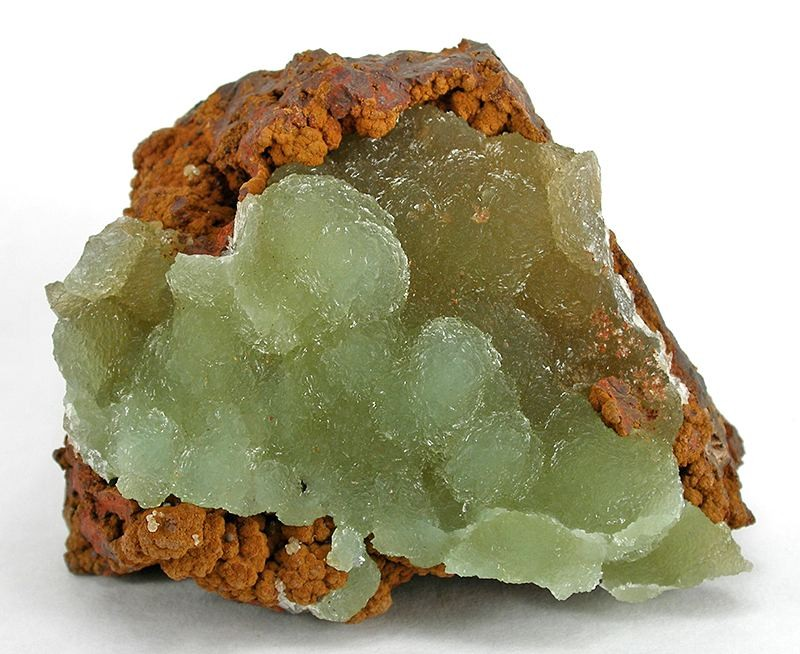
آستینیت

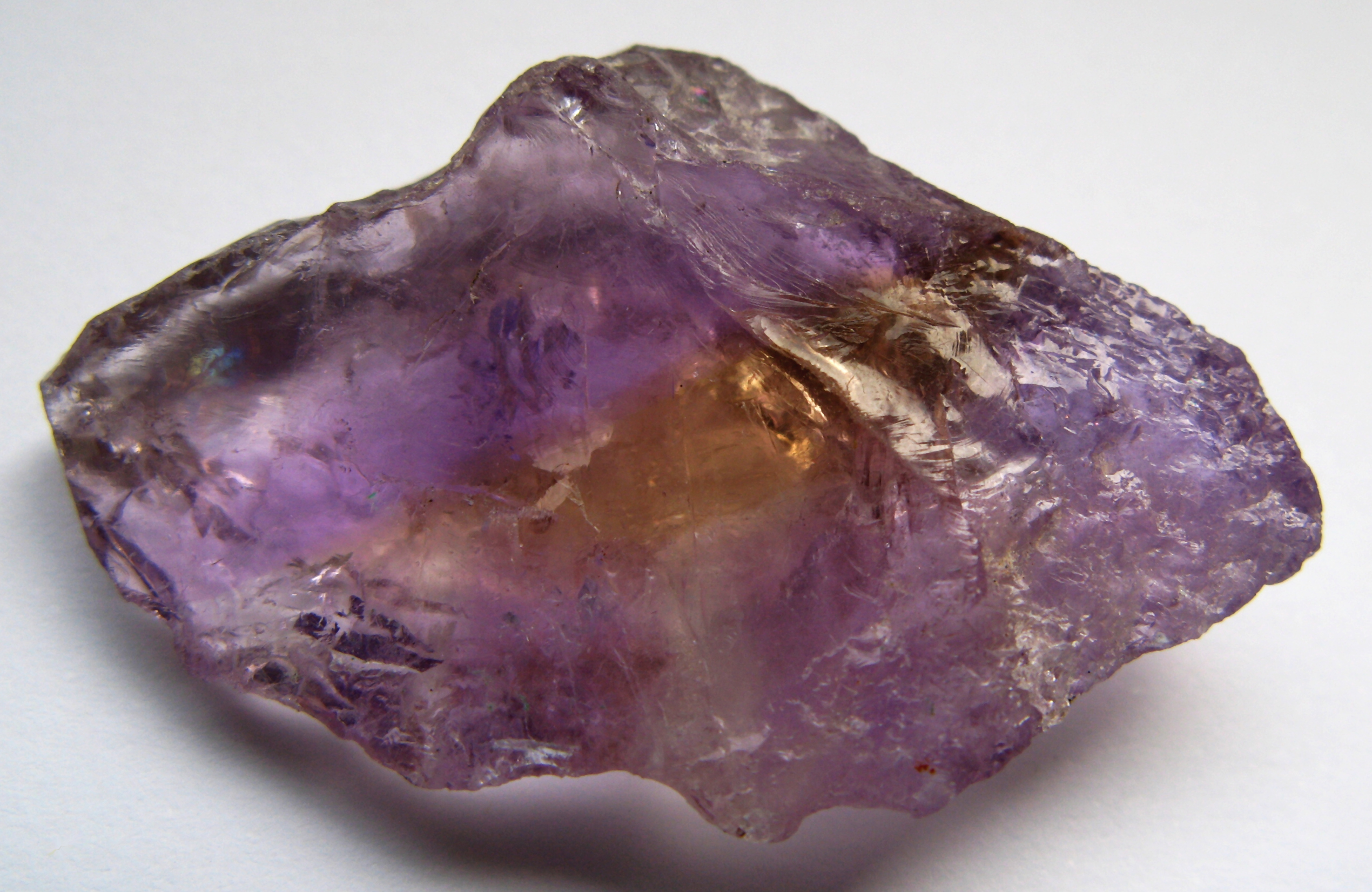
آمترین، حاوی آمیتیست و کوارتز از بولیوی

- الیوین (گروهی از کانی‌های سیلیکاتی)
- آمبلی گونیت
- آمفیبول
- آمیتیست
- آناتاز
- انارژیت
- آنالسیم
- آنتلریت
- آنتوفیلیت
- آنتیموان
- آندالوزیت
- آندرادیت
- آندزین
- انستاتیت
- آنکریت
- آنگلزیت
- آنورتیت
- انیدریت
- اپال
- اوتونیت
- اودیالیت
- اورانینیت
- آوری کلسیت
- اوژیت
- اوکلاز
- اوکنیت
- اولمانیت
- اومانژیت
- ایدریالیت
- ایلمنیت
- ایلوائیت
- اینیوئیت
- ائوژیرین
- ائوکروئیت

واریته‌های (انواع) غیرمعتبر:
آمازونیت: واریته‌ای از میکروکلاین است.
آمیتیست: واریتهٔ بنفش کوارتز است.
آجر منیزیتی
اورالیت: گونه‌ای اکتینولیت
اولیگوکلاز: مخلوطی از آلبیت و آنورتیت است.

## ب
- باریتوکلسیت
- باریتین
- بازالت
- بازیت
- باستانائزیت
- بتریوژن
- برازیلیانیت
- براسیت
- برتراندیت
- برتیئریت
- بروسیت
- بروکانتیت
- برونزیت
- برونیت
- بنی توئیت
- بورنونیت
- بورنیت
- بوره
- بوکوفسکیئیت
- بولانژریت
- بوهمیت
- بیتونیت
- بیسموت
- بیسموتینیت
- بیکس بایئیت
- بیوتیت

## پ
- پاپاگوئیت
- پالادیم
- پالی گورسکیت
- پتاسیم آلوم
- پتالیت
- پتزیت
- پرهنیت
- پروستیت
- پروسکایت
- پسیلوملان
- پکتولیت
- پلاتین
- پلاژیوکلازها
- پلی بازیت
- پلی هالیت
- پلئوناست
- پنبه کوهی
- پنتلاندیت
- پورپوریت
- پومپلیت
- پوولیت
- پیرارگیریت
- پیروپ
- پیروتیت
- پیروفیلیت
- پیروکلر
- پیرولوزیت
- پیرومرفیت
- پیریت

واریته‌های (انواع) غیرمعتبر:
پرلایت: نوعی شیشهٔ آتشفشانی

## ت
- تالک
- تانتالیت
- تانزانیت
- تائوماسیت
- تترادیمیت
- تترائدریت
- تراورتن
- ترمولیت
- ترونا
- تریپلیت
- تریدیمیت
- تفروئیت
- تلوریم
- تنانتیت
- تنوریت
- توربرنیت
- تورت وئیتیت
- تورمالین
- توریانیت
- توریت
- توگتوپیت
- تولیت
- تیتانات استرانسیم
- تیتانیت
- تیرولیت
- تیه مانیت

## ج
- جمسونیت
- جیوه

## چ
- چرمیژیت

## د
- داتولیت
- دانبوریت
- داوسونیت
- دسکلویزیت
- دل وکسیت
- دمیکیت
- دولومیت
- دومورتیریت
- دیادوکیت
- دیکیت
- دیوپتاز
- دیوپسید

## ر
- راملسبرژیت
- رخام گچی
- رمزیئیت
- رنیریت
- رهج‌الغار
- روتنیم
- روتیل
- رودوکروزیت
- رودونیت
- رودیم
- روزازیت

## ز
- زاج
- زاراتیت
- زبرجد هندی
- زرنیخ
- زمرد
- زنسیت
- زوئیزیت
- زیرکن
- زینکنیت
- زینوالدیت
- زئولیت

## ژ
- ژاروسیت
- ژاکوبسیت
- ژرسدورفیت
- ژرمانیت
- ژهلنیت
- ژیپسیت

## س
- ساپونیت
- ساسولیت
- سافلوریت
- سافیرین
- سپیولیت
- سرب
- سرپانتین
- سروزیت
- سکانینائیت
- سلستین
- سلنیت
- سلنیم
- سمنتیت
- سنارمونتیت
- سنگ پا
- سنگ قولنج
- سنگ گچ
- سنگ نمک
- سودالیت
- سیانوتریکیت
- سیدریت
- سیژنیت
- سیلندریت
- سیلوانیت
- سیلویت
- سیلیمانیت

واریته‌های (انواع) غیرمعتبر:
سنگ یمانی
سنگ خون: نوعی سنگ یمانی
سنگ باباغوری: نوعی سنگ یمانی
سنگ دلربا: نوعی کوارتز
سنگ آهنربا: مترادف مگنتیت
سنگ خورشید: نوعی اولیگوکلاز یا ارتوکلاز

## ش
- شابازیت
- شاپمانیت
- شبق
- شنگرف
- شئلیت

## ط
- طلا

## ع
- عقیق جگری
- عقیق سلیمانی
- عقیق

## ف
- فارماکوسیدریت
- فاسائیت
- فرانکلینیت
- فرانکئیت
- فربریت
- فسفوفیلیت
- فلدسپات
- فلئوریت
- فلئوریت
- فناسیت
- فوسژنیت
- فیروزه
- فیلیپسیت

## ق
- قلع

## ک
- کابرریت
- کادمیم
- کارنالیت
- کارنوتیت
- کاسیتریت
- کالاوریت
- کالکانتیت
- کالکوپیریت
- کالکوزیت
- کانکرینیت
- کاینیت
- کائولینیت
- کرمزیت
- کرنریت
- کرنیت
- کروسیدولیت
- کروکوئیت
- کروم
- کرومیت
- کریزوپراس
- کریزوتیل
- کریزوکل
- کریستوبالیت
- کریولیت
- کلرادوئیت
- کلریتوئید
- کلسیت
- کلورآرژیریت
- کلومبیت
- کلویت
- کلینوپتیلولیت
- کلینوکلاز
- کلینوکلر
- کندرودیت
- کنلیت
- کهربا
- کوارتز
- کوبالتیت
- کوپریت
- کوپیاپیت
- کوتناهوریت
- کوراندوم
- کوردیریت
- کورنروپین
- کولمانیت
- کومینگتونیت
- کوولین
- کیانیت
- کیزریت

## گ
- گارنیئریت
- گالن
- گاهنیت
- گرافتونیت
- گرافیت
- گروسولار
- گرینوکیت
- گزنوتیم
- گملینیت
- گوتیت
- گوشنیت
- گوگرد

## ل
- لابرادوریت
- لاجورد
- لازوریت
- لازولیت
- لپیدوکروسیت
- لپیدولیت
- لعل
- لگراندیت
- لودویژیت
- لوسیت
- لولینژیت
- لومونتیت
- لیبتنیت
- لیدهیلیت
- لیروکونیت
- لیمونیت
- لیناریت
- لیوینگ ستونیت

## م
- مارکارسیت
- مارگاریت
- متا توربرنیت
- مترامیت
- مزولیت
- مسلیت
- مگنتیت
- منگانیت
- موردنیت
- موریون
- موسکویت
- مولایت
- مولیبدنیت
- مونازیت
- مونتموریونیت
- میارگیریت
- میرابیلیت
- میکا
- میکروکلین
- میکرولیت
- میکزیت
- میلریت
- میلیلیت
- میمتیت
- میونیت

## ن
- ناترولیت
- ناترون
- ناکریت
- ناگی آژیت
- نپتونیت
- نفریت
- نفلین
- نقره
- نوزآن
- نونترونیت
- نیکل
- نیکلین

## ه
- هارموتوم
- هالوتریکیت
- هالویزیت
- هامیت
- هاوئریت
- هائوئین
- هدانبرژیت
- هسونیت
- هسیت
- هلیوتروپ
- همی مورفیت
- هوبنریت
- هوپئیت
- هوسمانیت
- هولاندیت
- هیالوفان
- هیپرستن
- هیدروزنسیت
- هیدرومگنزیت
- هماتیت

## و
- واریسیت
- والانتینیت
- وانادینیت
- واولیت
- ورتزیت
- ورمیکولیت
- وزوویانیت
- ولاستونیت
- ولفرامیت
- ولفونیت
- وولیت
- وی ویانیت
- ویتریت
- ویله میت
- ویلیومیت

## ی
- یاقوت کبود
- یاقوت
- یدآرژیریت
- یشم سبز
- یشم
- یوواروویت